# 孙宝树
孙宝树（1950年—），男，山东宁津人，中华人民共和国政治人物，第十二届全国人民代表大会法律委员会副主任委员。

## 生平
1968年，供职于天津市第二建筑公司，1980年，进入天津大学学习。1983年，任天津市二建公司党委副书记。1988年，升任天津市纪委常委。1993年，任天津市纪委副书记，后兼任蓟县县委书记。2001年，任中华全国总工会书记处书记，次年升任全国总工会副主席。2007年，任中华人民共和国劳动和社会保障部副部长。2008年10月17日，中国工会十五大在北京开幕。同年10月19日，大会选举产生中华全国总工会第十五届执行委员会和经费审查委员会。10月20日，中华全国总工会第十五届执行委员会第一次全体会议选举他出任副主席。2010年，在河南航空8387号班机空难中受重伤。2012年4月3日，国务院决定免去其人力资源社会保障部副部长职务。2013年，被选为全国人大代表，任全国人民代表大会法律委员会副主任委员。